# Orlando City Soccer Club 2018
Questa voce raccoglie le informazioni riguardanti l'Orlando City Soccer Club nelle competizioni ufficiali della stagione 2018.

## Rosa
| N. |                        | Ruolo | Calciatore       |
| -- | ---------------------- | ----- | ---------------- |
| 1  | Stati Uniti (bandiera) | P     | Joe Bendik       |
| 2  | Stati Uniti (bandiera) | D     | Jonathan Spector |
| 3  | Egitto (bandiera)      | D     | Amro Tarek       |
| 4  | Canada (bandiera)      | C     | Will Johnson     |
| 5  | Stati Uniti (bandiera) | C     | Dillon Powers    |
| 6  | Canada (bandiera)      | C     | Richie Laryea    |
| 7  | Colombia (bandiera)    | C     | Cristian Higuita |
| 8  | Stati Uniti (bandiera) | C     | Tony Rocha       |
| 9  | Iraq (bandiera)        | A     | Justin Meram     |
| 10 | Paraguay (bandiera)    | C     | Josué Colmán     |
| 14 | Inghilterra (bandiera) | A     | Dominic Dwyer    |
| 16 | Stati Uniti (bandiera) | C     | Sacha Kljestan   |
| 17 | Stati Uniti (bandiera) | A     | Chris Mueller    |

| N. |                        | Ruolo | Calciatore       |
| -- | ---------------------- | ----- | ---------------- |
| 19 | Perù (bandiera)        | D     | Yoshimar Yotún   |
| 20 | Spagna (bandiera)      | C     | Oriol Rosell     |
| 21 | Svizzera (bandiera)    | D     | Scott Sutter     |
| 22 | Senegal (bandiera)     | D     | Ludovic Sané     |
| 27 | Stati Uniti (bandiera) | D     | R. J. Allen      |
| 28 | Stati Uniti (bandiera) | D     | Chris Schuler    |
| 29 | Brasile (bandiera)     | A     | Stéfano Pinho    |
| 31 | Stati Uniti (bandiera) | P     | Mason Stajduhar  |
| 33 | Stati Uniti (bandiera) | A     | José Villarreal  |
| 36 | Stati Uniti (bandiera) | P     | Earl Edwards Jr. |
| 94 | Brasile (bandiera)     | D     | PC               |
| 99 | Stati Uniti (bandiera) | P     | Adam Grinwis     |
|    | Portogallo (bandiera)  | D     | João Moutinho    |